# Herningkredsen
Herningkredsen var en opstillingskreds i Ringkøbing Amtskreds fra 1920 til 2006. Kredsen var en valgkreds fra 1849 til 1919. 
Fra 1971 til 2006 bestod kredsen af Ikast Kommune og Herning Kommune. I denne periode blev kredsen også kaldt Herning-Ikast Kredsen.
I 2007 blev kredsen delt i tre nydannede kredse (Ikastkredsen, Herning Sydkredsen og Herning Nordkredsen) i Vestjyllands Storkreds. I disse nye kredse indgår også fem tidligere kommuner fra Herningkredsens nabokredse. 